# Josep Anselm Clavé i Camps

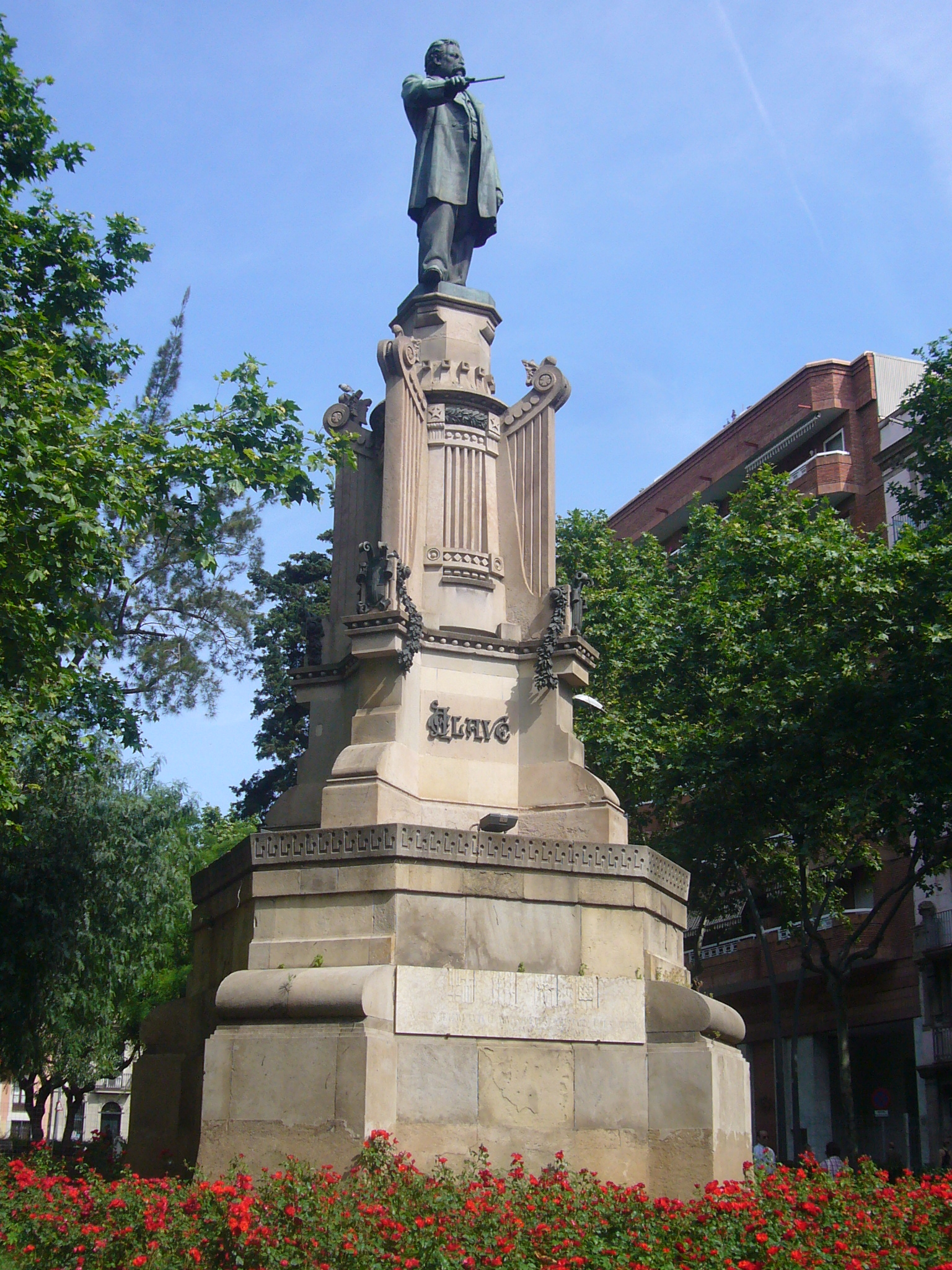
Denkmal von Josep Anselm Clavé i Camps auf dem Passeig de Sant Joan in Barcelona

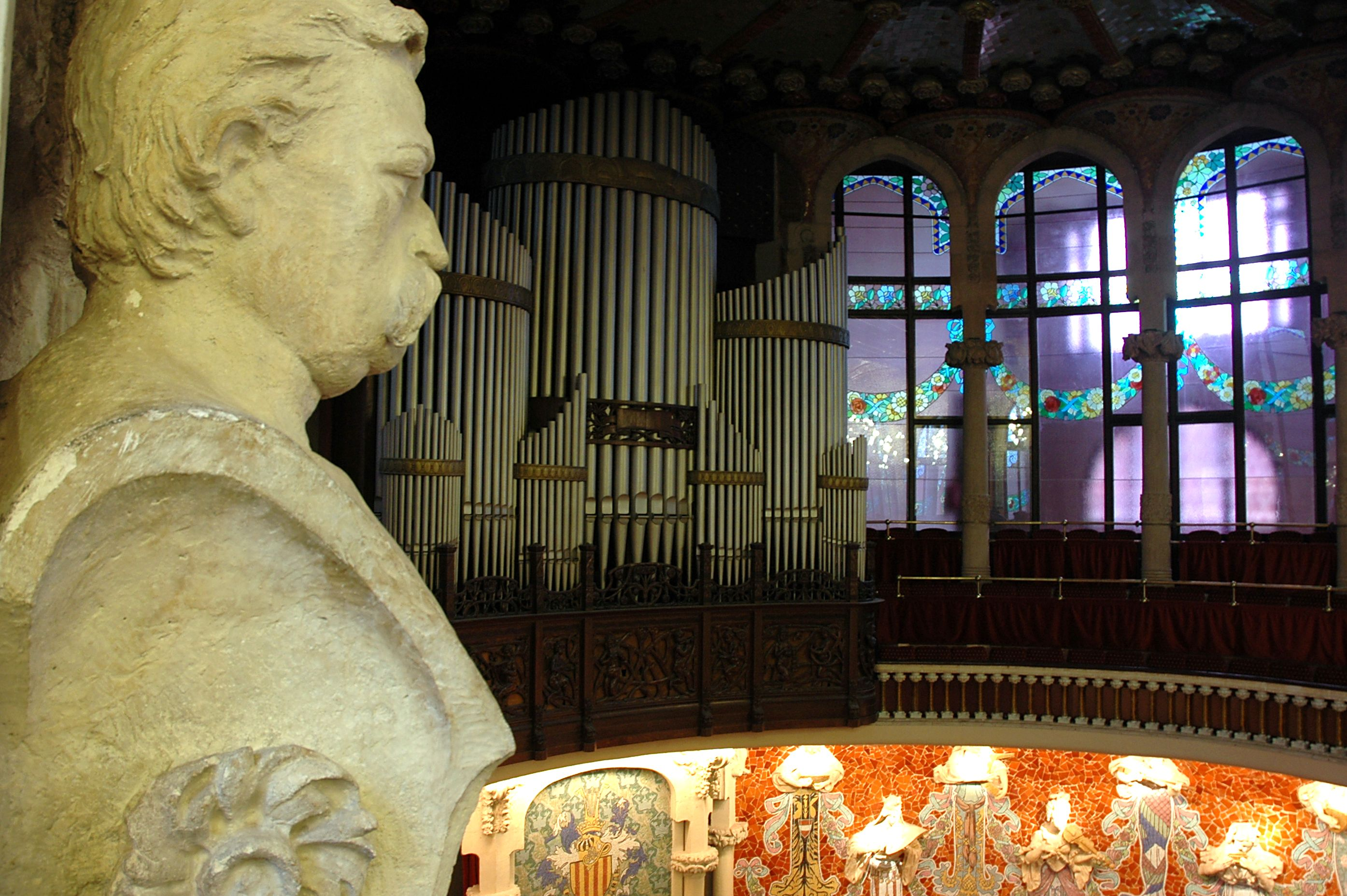
Büste von Josep Anselm Clavé i Camps im Palau de la Música Catalana

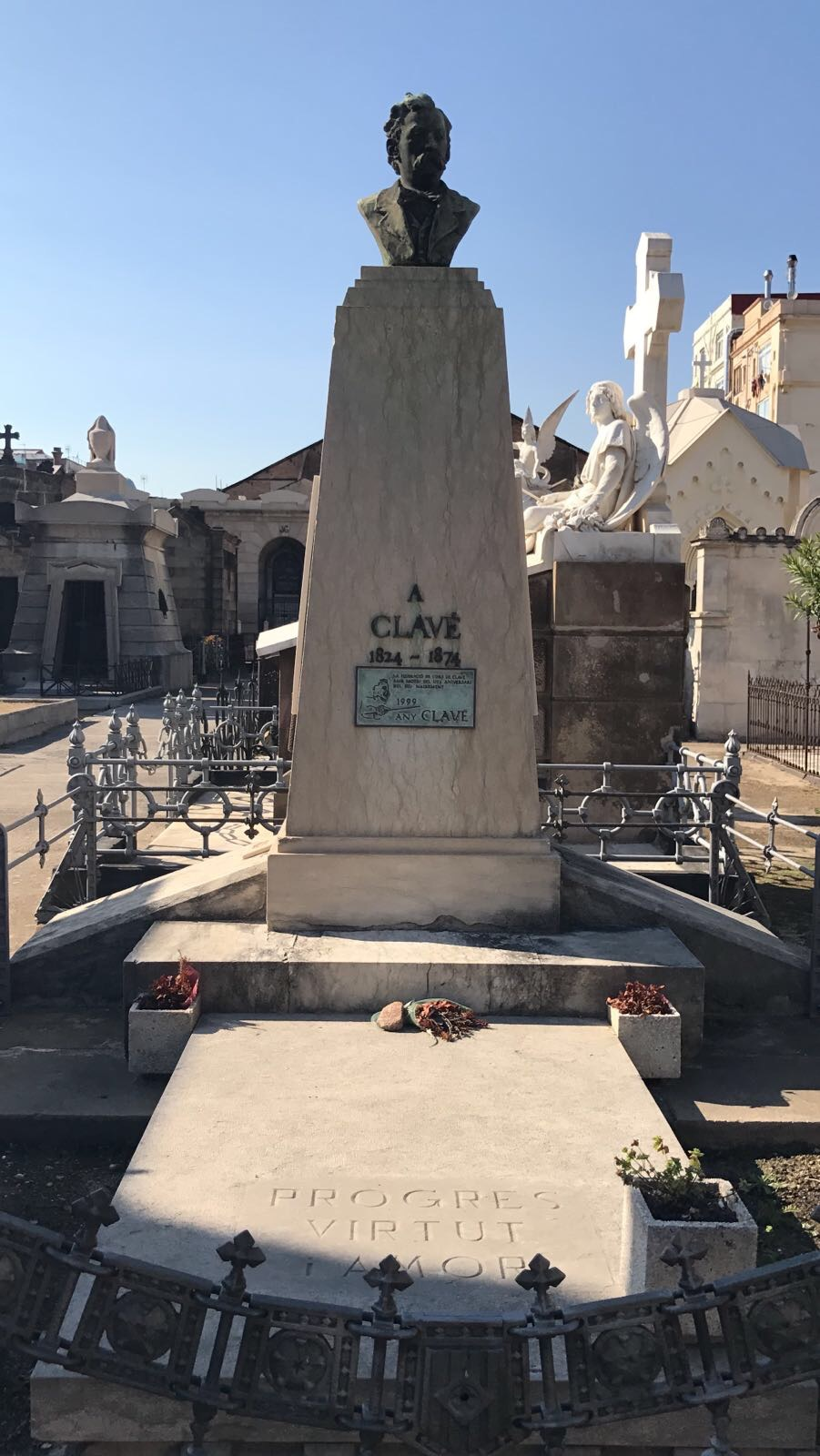
Das Grabmal von Josep Anselm Clavé i Camps auf dem Cementiri de Poblenou in Barcelona

Josep Anselm Clavé i Camps (* 21. April 1824 in Barcelona; † 24. Februar 1874 ebenda) war ein katalanischer Komponist, Chorleiter, Musikschriftsteller und Politiker. Er war seit etwa 1850 der Begründer der katalanischen Orfeó- und Volkschorbewegung, die er nach dem Vorbild der französischen Orphéons ins Leben rief. Er veranstaltete mit der Societat Coral Euterpe große Sängerfeste. Er wurde als Komponist volkstümlicher Lieder, Chöre und Zarzuelas populär. Politisch engagierte er sich intensiv für die Verbesserung der sozialen und kulturellen Situation der Arbeiterschaft. Er übernahm in diesem Zusammenhang in seiner letzten Lebensphase politische Verantwortung in Barcelona und Katalonien. Die von Clavé angestoßene Volkschorkultur lebt bis heute in Katalonien, beispielsweise in dem später in seinem Sinne gegründeten Orfeó Català fort.

## Leben
Clavé wurde 1824 in eine einfache, aber gesellschaftlich gut positionierte Schreinerfamilie in Barcelona hineingeboren. Im Alter von sechs Jahren verlor er aufgrund einer Infektion das Sehvermögen seines rechten Auges. Um 1838 zwangen wirtschaftliche Probleme des Vaters Josep Anselm Clavé ihn und seinen Bruder, den Schulbesuch aufzugeben und eine Erwerbstätigkeit aufzunehmen. Clavé wurde Drechsler, musste jedoch nach zwei Jahren aus gesundheitlichen Gründen diesen Beruf wieder aufgeben. Anschließend wirkte er als Musiker in Barceloneser Cafés und Tavernen, in denen er Lieder zu Gitarrenbegleitung sang. Er komponierte auch Lieder, die er später unter den Titeln El cantor de las hermosas („Der Gesang der Schönheiten“) und Flores de estío („Sommerblumen“) 1858 herausgab.
In den 1840er Jahren kam er mit Ideen der französischen Sozialisten in Kontakt. Er kam in Barcelona in den Einflussbereich republikanischer Kreise um Abdó Terrades und Narcís Monturiol. Er nahm 1843 an der Attacke auf die Barceloneser Zitadelle teil und wurde dabei am Arm verletzt. 1845 wurde er aufgrund seiner linken politischen Ideen für mehrere Monate in der Zitadelle inhaftiert. Als er wieder freigelassen wurde, baten ihn einige junge Leute, dass er für ihre Musikgruppe als Dirigent und Chorleiter diente. Diese Gruppe stellte den Kern der späteren Barceloneser Musikgesellschaft L’Aurora („Morgenröte“) dar, aus der heraus am 2. Februar 1850 La Fraternitat („Brüderlichkeit“), die erste Chorgesellschaft in Katalonien und Gesamtspanien, entstand. Diese Gesellschaft fungierte auch als Verein gegenseitiger praktischer Hilfe. Bald darauf bildeten sich weitere solche musikalischen Gruppierungen in Barcelona und im gesamten Land. 1853 gelang es La Fraternitat, sich in den Jardins de la Nimfa am Passeig de Gràcia zu etablieren und dort regelmäßige öffentliche Musikveranstaltungen zu geben. Auf Druck öffentlicher Stellen, die Clavés Arbeiterchöre und ihren Republikanismus fürchteten, wurden diese Veranstaltungen an diesem zentralen Ort Barcelonas eingestellt. Die Chorgesellschaft zog mit ihren Veranstaltungen zu den ebenfalls am Passeig de Gràcia gelegenen Camps Elisis um, wo viele Konzerte und Tanzveranstaltungen stattfanden.
Nach Konflikten und Zusammenstößen mit dem für Katalonien zuständigen Generalkapitän Juan Zapatero wurden Josep Anselm Clavé und sein Bruder 1856 festgenommen und auf die Balearen deportiert. Nach seiner Rückkehr 1857 gab Clavé der Chorbewegung neue Impulse. Er benannte seine Chor- und Musikbewegung Fraternitat jetzt nach Euterpe, der Muse des Flötenspiels und entging so weiteren politischen Konfrontationen. Er richtete die sogenannten Jardins d’Euterpe ein, in denen jetzt die Societat Coral Euterpe öffentliche Konzerte gab. 1860 wurde die Associació Euterpense gegründet, die einen Dachverband all dieser Chöre darstellte. Die Chorbewegung konsolidierte sich weiter. Sie erzielte weiterhin große kulturelle Erfolge. In Katalonien und in Valencia bildeten sich zahlreiche Euterpe-Musikgesellschaften. In Barcelona organisierte Clavé große Chorfestivals. 1864 nahmen an einem solchen Festival über 2000 Sänger teil. Mit seinen Chören trat Clavé in Saragossa, Madrid (1861) und Montserrat (1863) auf.
1867 wurde Clavé erneut verhaftet und nach Madrid deportiert und dort eingesperrt. Nachdem sich 1868 zunächst die Revolutionsbewegung in Madrid durchsetzen konnte, wurden  zahlreiche soziale und kulturelle Konzepte von Clavé übernommen. 1868 wurde Clavé Mitglied des Revolutionsausschusses und arbeitete eng mit verschiedenen Zeitungsredaktionen, unter anderem mit La Vanguardia zusammen. Er wurde zum stellvertretenden Leiter des Revolutionsausschusses gewählt. Er nahm die Position des Präsidenten der Diputació de Barcelona, des Zivilgouverneurs von Castellón und des Regierungsdelegierten von Tarragona ein. Nach dem Staatsstreich von General Pavía am 3. Januar 1874 zog sich Clavé aus dem öffentlichen Leben zurück und kehrte nach Barcelona zurück, wo er einige Wochen später starb.

## Werk
Clavé schuf sowohl Text als auch Musik seiner zahlreichen volkstümlichen Lieder. Diese Werke leichter, eingänglicher Melodik wurden sofort im Volk populär. Er band geschickt den italienischen Einfluss in der Musik Kataloniens mit dem original katalanischen Volkslied zusammen. Die anhebende katalanische Renaixença veranlasste ihn, ab 1854 erste Werke wie La Font del Roure („Die Quelle an der Eiche“) und Les nines del Ter („Die Mädchen vom Ter“) in katalanischer Sprache zu schreiben. Später stellte er in Werken wie Els pescadors (1861, „Die Fischer“), La verema (1862, „Die Weinlese“), La Maquinista (1867, „Der Maschinist“) die Themen Arbeit und Fortschritt und in Els xiquets de Valls (1867, Die Xiquets von Valls, „Die Jungen von Valls, die Menschentürme bilden“) und Pasqua Florida (1868, „Blühende Ostern“) die Freude an Volksfesten thematisch in den Vordergrund.
Seine politische Berufung unterstrich er in dem Abdó Terrades zum Gedenken komponierten Chorwerk La Revolución (1868, „Die Revolution“). Ähnlichen Zwecken diente seine Marsellesa (1871), ein Arrangement der französischen Nationalhymne in katalanischer Sprache. Die Musik der katalanischen Revolutionshymne La campana („Die Glocke“) auf einen Text von Abdó Terrades wird Clavé zugeschrieben. Weitere „politische“ Werke sind Els néts dels almogàvers (1860, „Die Enkel der Mauren“), die den katalanischen Teilnehmern des Marokko-Krieges gewidmet waren. Seine beste kompositorische Arbeit war wohl die Serenade Goigs i planys (1873, „Lob- und Klagelieder“).
Clavé wirkte auch im Genre des Musiktheaters. In diesem Genre schuf er auch Werke in spanischer Sprache wie die Zarzuela Una zambra en Alfarache (1851, „Ein Flamencofest in Alfarache“) oder die katalanisch- und spanischsprachige Zarzuela L’Aplec del Remei („Das Fest der Muttergottes Remei an der Kapelle“). Letztgenanntes Werk hatte 1858 bei der Uraufführung im Liceu so großen Erfolg, so dass dieses Stück über mehrere Jahre hinweg in Barceloneser Musiktheatern gegeben wurde.
Clavé gründete und leitete die Musikmagazine El Eco de Euterpe (1859) und El Metrónomo (1863).
Eine von Clavés Töchtern, die Komponistin und Pianistin Àurea Rosa Clavé (1856–1940), arrangierte bedeutende Teile des kompositorische Werk ihres Vaters für Orchester, Blaskapelle und für Klavier.